# The Reckoning (miniserie televisiva)
The Reckoning è una miniserie televisiva del 2011 in due parti.

## Trama
Sally Wilson ha bisogno di denaro per far operare la figlia Amanda, malata di cancro al cervello, in America; un giorno un uomo misterioso le offre cinque milioni di sterline per uccidere una persona che merita di morire.